# 258
| [ Edytuj tabelę ] |                                         |
| Władca Korei      | - 248 Chungch’ŏn 270                    |
| Papież            | - 251 Nowacjan 258 - 257 Sykstus II 258 |
| Król Persji       | - 241 Szapur I 272                      |
| Cesarz Rzymu      | - 253 Walerian I 260 - 253 Galien 268   |

Rok 258 / CCLVIII
stulecia: II wiek ~
III wiek ~
IV wiek

lata: 248 «
253 «
254 «
255 «
256 «
257 «
258
» 259
» 260
» 261
» 262
» 263
» 268

## Wydarzenia
- Ingenuus, namiestnik rzymskiej Panonii, podczas lokalnej rebelii ogłosił się cesarzem. Rebelię stłumiono w 260.

## Zmarli
- 6 sierpnia – Sykstus II, papież, męczennik, święty.
- 10 sierpnia – Wawrzyniec z Rzymu, diakon i męczennik chrześcijański (ur. 225).
- 14 września – Cyprian z Kartaginy, biskup i męczennik.
- Halina z Koryntu, męczennica chrześcijańska.
- Nowacjan, antypapież (ur. ~200).
- Poncjusz z Cimiez, biskup i męczennik.